# Ladice
Ladice este o comună slovacă, aflată în districtul Zlaté Moravce din regiunea Nitra. Localitatea se află la altitudinea de 197 m deasupra n.m., se întinde pe o suprafață de 11,65 km2 și în 2017 număra 738 de locuitori.

## Istoric
Localitatea Ladice este atestată documentar din 1253.

## Demografie
| An:                | 1994 | 2004   | 2014   | 2024   |
| ------------------ | ---- | ------ | ------ | ------ |
| Număr de persoane: | 844  | 800    | 741    | 719    |
| Diferență:         |      | −5,21% | −7,37% | −2,96% |

| An:                | 2023 | 2024   |
| ------------------ | ---- | ------ |
| Număr de persoane: | 732  | 719    |
| Diferență:         |      | −1,77% |